# ペレス・ボナルデ駅

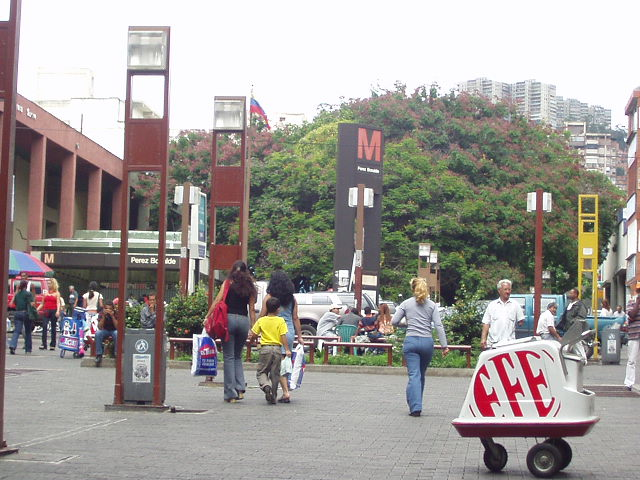
アトランティコ通りと駅出口（2004年6月）

ペレス・ボナルデ駅（ペレス・ボナルデえき、Estación Pérez Bonalde）はベネズエラのカラカスにあるカラカス地下鉄1号線の地下鉄駅である。首都地区リベルタドル市スクレ区に位置する。1983年1月2日開業。

## 駅の構造
ホームは島式1面2線。出口はアトランティコ通り（カティア歩道）に3か所が設置されている。

## 駅の周辺
カラカス西郊外の町である今日のスクレ区はかつてカティアといわれた。ペレス・ボナルデ駅はその中心にある。カティア歩道は歩行者天国で、隣のプラサ・スクレ駅まで続く。通りの両側には商店が多く、集合住宅や業務ビルも多少ある。駅の北約100メートル、カティア歩道に合流する位置に、円形のペレス・ボナルデ広場がある。

## 隣の駅
プロパトリア駅 - ペレス・ボナルデ駅 - プラサ・スクレ駅